# Spyridon Belokas
Spyridon Belokas (græsk:Σπυρίδων Μπελόκας) (født 1877) var en græsk atlet som deltog i de første moderne olympiske lege 1896 i Athen.
Belokas var en ud af 17 deltagere som stillede op til start i maratonløbet den 10. april 1896. Han passerede målstregen som nummer tre, efter to andre grækere Kharilaos Vasilakos og vinderen Spiridon Louis, men efter at det blev afsløret at han havde fået en tur med en vogn i dele af løbet, blev han diskvalifisered og ungaren Gyula Kellners fjerde plads opgraderet til en tredjeplads.